# Eustaas II van Boulogne
Eustaas II van Boulogne (Frans: Eustache; ca. 1020 - ca. 1088) was de oudste zoon van Eustaas I van Boulogne en Mathilde van Leuven.
Eustaas trouwde in 1036 met Godgifu, dochter van koning Ethelred II en weduwe van Drogo van Vexin. Uit dit huwelijk zijn geen kinderen bekend. Na het overlijden van Godgifu, hertrouwde Eustaas met Ida van Verdun. In 1048 steunde hij de opstand van zijn schoonvader Godfried II van Lotharingen tegen keizer Hendrik III. In 1049 verzoenden de opstandelingen zich met de keizer en Eustaas erfde in datzelfde jaar het graafschap Boulogne van zijn vader. In 1051 bezocht hij Engeland en raakte zijn gevolg in Dover in gevechten verwikkeld. In 1054 erfde Eustaas ook het graafschap Lens (Frankrijk) van zijn broer Lambert.
Eustaas nam deel aan de invasie van Engeland en de slag bij Hastings in 1066. Hij was blijkbaar een grote investeerder in de expeditie want hij werd door Willem de Veroveraar beloond met grote bezittingen in Engeland, vooral in Essex. In 1067 probeerde hij het kasteel van Dover in handen te krijgen en werd door Willem bestraft met het verlies van zijn Engelse bezittingen. Na een verzoening met Willem kreeg hij het grootste deel echter weer terug. Volgens het Domesday Book had hij een persoonlijk inkomen uit zijn bezittingen van 610 ponden per jaar. Daarmee was Eustaas de op-een-na rijkste van de Engelse baronnen. In Boulogne was hij de eerste graaf die munten liet slaan. Deze macht en rijkdom zou het graafschap Boulogne nog generaties lang een factor van betekenis maken in Engeland en Frankrijk.
Eustaas en Ida kregen de volgende kinderen:
- Eustaas III van Boulogne
- Godfried van Bouillon
- Boudewijn I van Jeruzalem
- mogelijk Ida, die huwde met graaf Herman van Malsen en met graaf Kuno van Montagu, heer van Rochefort.

Daarnaast had Eustaas nog enkele buitenechtelijke kinderen:
- mogelijk Willem
- Godfried, (ovl. na 1100), gebruikte de naam "van Boulogne", 1086 heer van Coton, neemt deel aan de Eerste Kruistocht en wordt in 1100 in Palestina vermeld, getrouwd met Beatrix van Mandeville, dochter van een grootgrondbezitter. Zijn kinderen en kleinkinderen zijn bekend als grondbezitters of geestelijken.
- Hugo

## Overig
- Eustaas vocht mee in de Slag bij Hastings in 1066
- Eustaas werd vereeuwigd op een tapijt van Bayeux, zie afbeelding.

## Voorouders
| Voorouders van Eustaas II van Boulogne | Voorouders van Eustaas II van Boulogne                                    | Voorouders van Eustaas II van Boulogne                                    | Voorouders van Eustaas II van Boulogne                                      | Voorouders van Eustaas II van Boulogne                                      |
| -------------------------------------- | ------------------------------------------------------------------------- | ------------------------------------------------------------------------- | --------------------------------------------------------------------------- | --------------------------------------------------------------------------- |
| Overgrootouders                        | Arnulf III van Boulogne (940-990) ∞ ? (-)                                 | Arnulf van Gent (951-993) ∞ 980 Lutgardis van Luxemburg (960-1005)        | Reinier III van Henegouwen (920-973) ∞ Adela van Leuven (929-961)           | Karel van Neder-Lotharingen (953-992) ∞ ? (-)                               |
| Grootouders                            | Boudewijn II van Boulogne (975-1033) ∞ Adelina van Holland (995-1045)     | Boudewijn II van Boulogne (975-1033) ∞ Adelina van Holland (995-1045)     | Lambert I van Leuven (950-1015) ∞ Gerberga van Neder-Lotharingen (980-1018) | Lambert I van Leuven (950-1015) ∞ Gerberga van Neder-Lotharingen (980-1018) |
| Ouders                                 | Eustaas I van Boulogne (1005-1049) ∞ 1025 Mathilde van Leuven (1000-1049) | Eustaas I van Boulogne (1005-1049) ∞ 1025 Mathilde van Leuven (1000-1049) | Eustaas I van Boulogne (1005-1049) ∞ 1025 Mathilde van Leuven (1000-1049)   | Eustaas I van Boulogne (1005-1049) ∞ 1025 Mathilde van Leuven (1000-1049)   |
| Eustaas II van Boulogne (1020-1088)    |                                                                           |                                                                           |                                                                             |                                                                             |